# Alan Cox
Alan Cox   (Solihull, 22 de juliol de 1968) és un programador informàtic britànic que ha estat una figura clau en el desenvolupament de Linux. Va mantenir la branca 2.2 del nucli de Linux i continua estant molt involucrat en el seu desenvolupament, una associació que es remunta al 1991. Viu a Swansea, Gal·les, on va viure amb la seva dona Telsa Gwynne, que va morir el 2015, i ara viu amb l'autora Tara Neale, amb qui es va casar el 2020. Es va graduar amb una llicenciatura en Ciències de la Computació a la Universitat de Swansea el 1991 i va obtenir un MBA de la mateixa universitat el 2005.

## Participació en el nucli de Linux
Mentre estava contractat al campus de la Universitat de Gal·les, Swansea, va instal·lar una de les primeres versions de Linux en una de les màquines de la universitat. Aquesta va ser una de les primeres instal·lacions de Linux en una xarxa gran, i gràcies a això es van poder detectar moltes errades en la part de codi corresponent a la xarxa. Cox va arreglar moltes d'aquestes errades i va reescriure molts dels subsistemes de la part de xarxes. Va acabar sent un dels principals desenvolupadors i mantenidors del nucli.
Cox va ser considerat comunament com el "segon al comandament" després del mateix Linus Torvalds, abans de reduir la seva implicació amb Linux per estudiar un MBA.
El 28 de juliol de 2009, Cox va deixar el seu càrrec de mantenidor de la capa TTY, després d'un desacord amb Torvalds sobre l'abast del treball necessari per corregir un error en aquest subsistema.
El 31 d'octubre de 2014, Alan Cox va anunciar Fuzix OS, un petit nucli de sistema V, inicialment per a Z80, a Google+.
Ha mantingut una branca vella del nucli (2.2.x), i les seves pròpies versions de la branca (2.4.x) (les quals acaben amb "ac" de Alan Cox, per exemple 2.4.13-ac1). Aquesta branca és molt estable i conté molts pegats que entraven directament als nuclis de les distribucions de GNU/Linux. Una vegada va ser anomenat el segon de bord després de Linus Torvalds. Els seus llargs i amigables comentaris a la llista de correu del nucli han guiat a molts programadors.

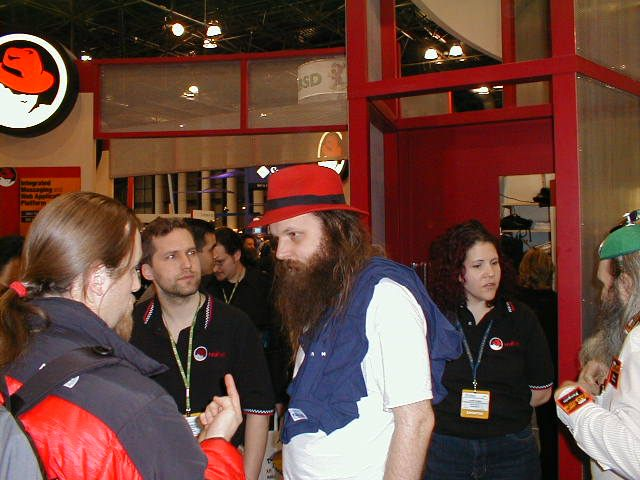
Alan Cox al Linuxworld 2000

Dedica unes deu hores diàries a la programació. La seva dona manté una web, sobre les seves vides personals, anomenada "the other side of the story".
Va ser el principal desenvolupador de AberMUD, que va escriure quan era un estudiant a la Universitat de Gal·les, Aberystwyth.
És un gran defensor del programari lliure i també un representant del moviment en contra de les patents de programari. Afirma que no visitarà mai els Estats Units per por a ser detingut després de l'arrest de Dmitry Sklyarov per les violacions de copyright.
Alan va treballar per al distribuïdor de Linux Red Hat durant el període 1999-2009. A partir del 2011 va treballar per a Intel Corporation, però va deixar el desenvolupament del nucli d'Intel i Linux el gener de 2013 per cuidar a temps complet de la seva dona durant un període crític de tractament mèdic, i va tornar a tots dos més tard aquell mateix any.

## Trens en miniatura
Alan Cox dirigia Etched Pixels, una empresa de trens en miniatura que produïa kits d'escala N. Tanmateix, va patir "un tancament força sobtat", tal com es descriu al missatge que es deixa al lloc web de l'empresa, causat per un augment del cost operatiu.

## Activisme
Cox és un fervent defensor de la llibertat de programació i un opositor declarat a les patents de programari, la DMCA i la CBDTPA. Va dimitir d'un subgrup d'Usenix en protesta i va dir que no visitaria els Estats Units per por de ser empresonat després de la detenció de Dmitry Sklyarov per violacions de la DMCA.
Cox també és assessor de la Foundation for Information Policy Research i de l'Open Rights Group.

## Carrera i premis
Cox va rebre el Premi 2003 de la Free Software Foundation per l'Avenç del Programari Lliure a la conferència FOSDEM de Brussel·les.
El 5 d'octubre de 2005, Cox va rebre un premi a la trajectòria professional als premis LinuxWorld de Londres.
La Universitat de Gal·les Trinity Saint David va atorgar a Cox una beca honorària el 18 de juliol de 2013.
Va rebre un doctorat honoris causa de la Universitat de Swansea, la seva alma mater, el 20 de juliol de 2016.